# Veli İbraimov
Veli İbraimov (ros. Вели Ибраимов, ur. 1888 w Symferopolu, zm. 9 maja 1928 tamże) – krymskotatarski działacz polityczny.

## Życiorys
W wieku 12 lat skończył szkołę i zaczął pracować jako ładowacz, później kasjer i pracownik drukarni. Współpracował z kilkoma krymskotatarskimi gazetami. Brał udział w rewolucji 1905 roku, do wybuchu I wojny światowej działał w towarzystwie kulturalno-oświatowym Akmesdżyt w Symferopolu. W 1916 został przewodniczącym krymskotatarskiego związku robotniczego, w marcu 1917 został delegatem na I i II Wszechkrymski Zjazd Muzułmański. W 1918 wstąpił do RKP(b), podczas wojny domowej w Rosji pracował w Wydziale Specjalnym Czeki Frontu Kaukaskiego, w 1921 był przewodniczącym Specjalnej Trójki ds. Walki z Bandytyzmem. 7 listopada 1921 został ludowym komisarzem inspekcji robotniczo-chłopskiej Krymskiej ASRR, a od sierpnia 1924 do 28 stycznia 1928 był przewodniczącym CIK Krymskiej ASRR. Na tym stanowisku starał się rozwiązywać problemy krymskich Tatarów jak bezrobocie i brak edukacji, promując programy pracownicze i rozwój szkół oraz bibliotek i wydawnictw, a także ochronę i studiowanie zabytków historii i kultury. Sprzeciwił się oficjalnej linii centrali partyjnej, gdy nie zgodził się na przesiedlenie Żydów z Rosji, Ukrainy i Białorusi na Krym, a jednocześnie promował osadnictwo tatarskie na Krymie. Nie zgadzał się również na przymusową kolektywizację. Sprawiło to, że zwolennicy stalinowskiej linii partii zbierali przeciw niemu kompromitujące materiały i usiłowali go zdyskredytować.
8 lutego 1928 został aresztowany (wraz z 15 współpracownikami), następnie skazany na śmierć i rozstrzelany. Jego proces był jednym z pierwszych stalinowskich procesów wymierzonych w narodowych działaczy społecznych w ZSRR. 20 czerwca 1990 został pośmiertnie zrehabilitowany.